# Aéroport de Fukuoka
L'aéroport de Fukuoka (福岡空港, Fukuoka kūkō) (code IATA : FUK • code OACI : RJFF) est le principal aéroport de l'île de Kyūshū au Japon.
Il a la particularité d'être enclavé en plein centre-ville de Fukuoka, dans l'arrondissement de Hakata.

## Situation

### Carte des 50 principaux aéroports du Japon
| Akita Amami Aomori Asahikawa Chūbu Fukuoka Fukushima Hakodate Hanamaki Hiroshima Ibaraki Ishigaki Izumo Kagoshima Kansai Kitakyushu Kobe Kōchi Komatsu Kumamoto Kumejima Kushiro Iwakuni Matsuyama Memanbetsu Miho-Yonago Misawa Miyako Miyazaki Nagasaki Nagoya Naha Tokyo · Narita Niigata Ōita Okayama Osaka Saga Sendai Shin-Chitose Shizuoka Shonai Takamatsu Tokachi-Obihiro Tokushima Tokyo · Haneda Tottori Toyama Tsushima Yamaguchi Ube |

## Statistiques

### En graphique
Pour des raisons techniques, il est temporairement impossible d'afficher le graphique qui aurait dû être présenté ici.

Voir la requête brute et les sources sur Wikidata.

### Zoom sur l'impact du covid de 2019-2020
Pour des raisons techniques, il est temporairement impossible d'afficher le graphique qui aurait dû être présenté ici.

Voir la requête brute et les sources sur Wikidata.

### En tableau
| Année fiscale                                  | International | Intérieur  | Total      |
| ---------------------------------------------- | ------------- | ---------- | ---------- |
| 1996                                           | 2 532 228     | 14 126 047 | 16 658 275 |
| 1997                                           | 2 452 042     | 14 893 121 | 17 345 163 |
| 1998                                           | 2 326 204     | 15 608 193 | 17 934 397 |
| 1999                                           | 2 412 011     | 17 091 497 | 19 503 508 |
| 2000                                           | 2 528 138     | 17 041 371 | 19 569 509 |
| 2001                                           | 2 087 197     | 17 411 991 | 19 499 188 |
| 2002                                           | 2 279 467     | 17 398 296 | 19 677 763 |
| 2003                                           | 1 659 386     | 16 823 714 | 18 483 100 |
| 2004                                           | 2 245 091     | 16 328 107 | 18 573 198 |
| 2005                                           | 2 173 692     | 16 386 878 | 18 560 570 |
| 2006                                           | 2 238 188     | 15 885 543 | 18 123 731 |
| 2007                                           | 2 274 954     | 15 551 128 | 17 826 082 |
| 2008                                           | 2 041 711     | 14 775 647 | 16 817 358 |
| 2009                                           | 2 102 034     | 13 924 411 | 16 026 445 |
| 2010                                           | 2 426 396     | 13 527 260 | 15 953 656 |
| 2011                                           | 2 547 303     | 13 254 849 | 15 802 152 |
| 2012                                           | 3 039 507     | 14 742 677 | 17 782 184 |
| 2013                                           | 3 189 780     | 16 102 247 | 19 292 027 |
| 2014                                           | 3 672 011     | 16 332 309 | 20 004 320 |
| 2015                                           | 4 646 406     | 16 721 320 | 21 367 726 |
| 2016                                           | 5 179 508     | 17 139 319 | 22 318 827 |
| 2017                                           | 6 333 487     | 17 645 735 | 23 979 222 |
| Source: Civil Aviation Bureau unité: personnes |               |            |            |

## Compagnies aériennes et destinations
| Compagnies                                    | Destinations |
| --------------------------------------------- | --- |
| AirAsia X                                     | Kuala Lumpur |
| Air Busan                                     | Pusan-Gimhae, Daegu |
| Air China                                     | Pékin-Capitale, Dalian-Zhoushuizi, Shanghai-Pudong                                                                                    |
| Air Macau                                     | Macao |
| Air Seoul                                     | Séoul-Incheon |
| All Nippon Airways                            | Nagoya-Chūbu, Okinawa-Naha, Osaka, Ishigaki-Painushima, Osaka-Kansai, Shin-Chitose, Tokyo-Haneda, Tokyo-Narita En saison : île Miyako |
| All Nippon Airways opéré par ANA Wings        | Fukue (en), Komatsu, Miyazaki, Nagoya-Chūbu, Okinawa-Naha, Niigata, Sendai, Tsushima (en)                                             |
| Amakusa Airlines                              | Amakusa (en) |
| Asiana Airlines                               | Séoul-Incheon |
| Cathay Dragon                                 | Hong Kong |
| Cebu Pacific                                  | Manille-N. Aquino |
| China Airlines                                | Taïwan-Taoyuan |
| China Eastern Airlines                        | Pékin-Capitale, Qingdao-Jiaodong, Shanghai-Pudong, Wuhan En saison : Chengdu-Shuangliu, Nankin                                        |
| China Southern Airlines                       | En saison : Dalian-Zhoushuizi, Canton-Baiyun, Shanghai-Pudong                                                                         |
| China United Airlines                         | Yantai |
| Condor                                        | Francfort, Munich-F. J. Strauß |
| Eastar Jet                                    | Séoul-Incheon |
| Edelweiss Air                                 | Zurich |
| EVA Air                                       | Kaohsiung, Taïwan-Taoyuan |
| Finnair                                       | En saison : Helsinki-Vantaa |
| Fuji Dream Airlines                           | Matsumoto, Nagoya, Niigata, Shizuoka                                                                                                  |
| GullivAir                                     | Bucarest-H. Coandă, Sofia-Vrajdebna                                                                                                   |
| HK Express                                    | Hong Kong |
| Ibex Airlines                                 | Komatsu, Nagoya-Chūbu, Osaka, Sendai En saison : Tanegashima (en)                                                                     |
| Japan Airlines                                | Osaka, Shin-Chitose, Tokyo-Haneda, Tokyo-Narita                                                                                       |
| Japan Airlines opéré par J-Air                | Ōshima, Morioka/Hanamaki (en), Kōchi (en), Matsuyama, Miyazaki, Osaka, Sendai, Tokushima                                              |
| Japan Airlines opéré par Japan Air Commuter   | Izumo (en), Kagoshima, Yakushima (en)                                                                                                 |
| Japan Airlines opéré par Japan Transocean Air | Okinawa-Naha |
| Jeju Air                                      | Pusan-Gimhae, Séoul-Incheon En saison : Jeju                                                                                          |
| Jetstar Japan                                 | Nagoya-Chūbu, Osaka-Kansai, Tokyo-Narita                                                                                              |
| Jin Air                                       | Séoul-Incheon En saison : Pusan-Gimhae                                                                                                |
| Korean Air                                    | Pusan-Gimhae, Séoul-Incheon |
| Oriental Air Bridge                           | Fukue (en) |
| Peach                                         | Okinawa-Naha, Osaka-Kansai, Shin-Chitose, Taïwan-Taoyuan , Tokyo-Narita                                                               |
| Philippine Airlines                           | Manille-N. Aquino |
| Skymark Airlines                              | Ibaraki, Okinawa-Naha, Shin-Chitose, Tokyo-Haneda                                                                                     |
| Singapore Airlines                            | Singapour-Changi |
| StarFlyer                                     | Nagoya-Chūbu, Tokyo-Haneda |
| T'way Airlines                                | Daegu, Séoul-Incheon |
| Thai Airways                                  | Bangkok-Suvarnabhumi |
| Thai AirAsia X                                | Bangkok-Don Muang |
| Thai Lion Air                                 | Bangkok-Don Muang |
| Tigerair Taiwan                               | Kaohsiung, Taïwan-Taoyuan |
| United Airlines                               | Guam-A.-B.-Won-Pat |
| Vietnam Airlines                              | Hanoï-Nội Bài, Hô Chi Minh Ville (Tân Sơn Nhất)                                                                                       |

Édité le 14/04/2019

## Accès à l'aéroport
L'aéroport est desservi par la station Aéroport de Fukuoka (Fukuokakūkō), terminus de la ligne Kūkō du métro de Fukuoka.